# Santa Cristina d'Aro
Santa Cristina d'Aro è un comune spagnolo di 2 873 abitanti situato nella comunità autonoma della Catalogna.
Nella frazione di Romanyà de la Selva ha trascorso i suoi ultimi anni di vita la scrittrice Mercè Rodoreda, una delle principali figure della letteratura al femminile del XX secolo, nonché massima rappresentante della letteratura in lingua catalana.